# Castillo de Santa Maura
El castillo de Santa Maura (en griego: Κάστρο της Αγίας Μαύρας) es una fortaleza en el extremo noreste de la isla griega de Léucade. El castillo comenzó como una pequeña fortificación hacia 1300 para controlar el acceso a la isla, antes de que se expandiera para convertirse en una ciudad amurallada y la capital de la isla a principios del siglo XV. El Imperio otomano tomó posesión en 1479 y un siglo más tarde lo reconstruyó y amplió, dándole en gran parte su forma actual. Una ciudad importante creció fuera de las murallas del castillo en la década de 1670.
La fortaleza fue capturada por la República de Venecia en 1684 después de un breve asedio. Bajo los venecianos, el castillo se convirtió en una instalación puramente militar; la ciudad amurallada y las afueras contiguas a las murallas fueron arrasadas para mejorar sus defensas, y la capital se trasladó a la isla misma, en el sitio de la actual ciudad de Léucade. La fortaleza se modernizó a principios del siglo XVIII, pero fue abandonada brevemente por los desbordados venecianos en 1715-1716, durante la última guerra de la república con los otomanos. La fortaleza, como la isla, cambió de manos entre Francia, los rusos, la República de las Islas Jónicas, y los franceses nuevamente en 1797-1810, antes de ser capturados por los británicos, quienes la controlaron hasta la cesión de las Islas Jónicas a Grecia en 1864.

## Historia

### Edad Media
Situado en una lengua franja y estrecha que se proyecta hacia la cercana costa continental de Epiro, el castillo está estratégicamente situado para proteger los accesos a la isla desde el continente. El primer castillo probablemente fue erigido en este lugar alrededor de 1300 por Juan I Orsini, el conde palatino de Cefalonia y Zacinto, quien recibió la posesión de Léucade (entonces conocida como Santa Maura) en 1295 de su suegro, el déspota de Epiro Nicéforo I Comneno Ducas. Esta primera fortificación probablemente se encontraba en la esquina noreste del castillo actual. La familia Orsini perdió Léucade en 1331 ante Gualterio VI de Brienne, quien en 1343 cedió el castrum Sancte Maure y la isla al veneciano Graziano Zorzi. En 1360 o 1362, Leonardo I Tocco se apoderó de Léucade y asumió el título de duque de Léucade. Carlo I Tocco hizo del castillo la capital de sus dominios, que además del Condado palatino de Cefalonia y Zacinto también incluía gran parte del territorio de Epiro, y amplió la ciudad fortificada. Sin embargo, el asentamiento parece haberse extendido más allá de los muros a ambos lados del castillo.
En 1413, el príncipe de Acaya, Centurión II Zaccaria, lanzó un ataque contra Léucade y su castillo con mercenarios albaneses, pero fue derrotado con la ayuda de la República de Venecia. Los otomanos asaltaron la isla en 1430, lo que llevó a los Tocco a considerar cederla a los venecianos, pero en el caso de que la isla permaneciera bajo el dominio de Tocco hasta que los otomanos la capturaran en 1479.

### Periodo otomano
Los venecianos ocuparon brevemente la isla entre 1502 y 1503, durante la segunda guerra turco-veneciana, pero la devolvieron a los otomanos en el acuerdo de paz final. Bajo el dominio otomano, la ciudad dentro del castillo (conocida como Aya Mavra (ايامورة, del griego Αγία Μαύρα) era la capital de la isla. Un registro recopilado de 1523 a 1536 menciona que la ciudad comprendía 194 viviendas, es decir, alrededor de mil habitantes, todos ellos cristianos griegos, y que la guarnición contaba con 111 soldados y 9 artilleros. La falta de agua llevó a la construcción de un acueducto de 3 kilómetros (1,9 millas) de largo desde el interior de la isla hasta la ciudad en 1564. Llevando agua a la ciudad amurallada, así como a la ciudad abierta mucho más grande (unas setecientas u ochecientas casas) que había crecido a su alrededor, esta fue una de las obras más importantes de la arquitectura civil otomana en los Balcanes occidentales. Sobre del acueducto había un sendero que era el único acceso a la isla, además del mar.
A raíz de la derrota otomana en la batalla de Lepanto, el castillo fue asediado sin éxito por las fuerzas de la Liga Santa. Como resultado, fue completamente reconstruido y ampliado por el Kapudan Pasha Uluj Alí entre 1572 y 1574. El nuevo castillo se asemeja al anterior castillo en Río. La nueva fortaleza tenía la forma de un hexágono irregular, de unos 220 metros (720 pies) a 150 metros (490 pies) en su parte más ancha; y contó con nueve grandes baluartes de cañones redondos. La fortaleza medieval se conservó como ciudadela en la esquina noreste. Para cuando Evliya Çelebi visitó el castillo en 1670 o 1671, solo los musulmanes vivían en sus casi 200 casas de piedra, con los cristianos en dos suburbios contiguos al este y al oeste y uno en la propia isla. En contraste con la ciudad amurallada, todos los edificios de los suburbios se habían construido a propósito con madera. Evliya escribe que la guarnición estaba compuesta por 1085 hombres, pero un documento presupuestario otomano del mismo año enumera solo 285.

### Periodo veneciano
El castillo fue conquistado por los venecianos tras un asedio de dieciséis días en 1684, durante la guerra de Morea. El comandante veneciano, Francesco Morosini, evacuó la ciudad amurallada y demolió tanto ella como los dos suburbios directamente fuera de las murallas, convirtiéndolos en el glacis del castillo. La capital de la isla se trasladó al suburbio restante, en el sitio de la moderna ciudad de Léucade. Los venecianos modernizaron el castillo en 1713 y eliminaron los restos de la ciudadela medieval; las murallas orientales, que miran hacia el continente dominado por los otomanos, se engrosaron y mejoraron con la adición de dos baluartes, un revellín y couvreface; se construyeron obras exteriores adicionales en los flancos de la fortaleza.
Durante la séptima guerra turco-veneciana, tras la rápida reconquista otomana de Morea en 1715, los venecianos inicialmente abandonaron Léucade para concentrar sus recursos en la defensa de Corfú. El castillo fue abandonado y parcialmente demolido, pero después de que el asedio de Corfú terminó con una victoria veneciana, la isla fue ocupada de nuevo y las fortificaciones restauradas. Luego de una rebelión de la rebelión griega local en 1769, se repararon las fortificaciones.

### Edad Moderna

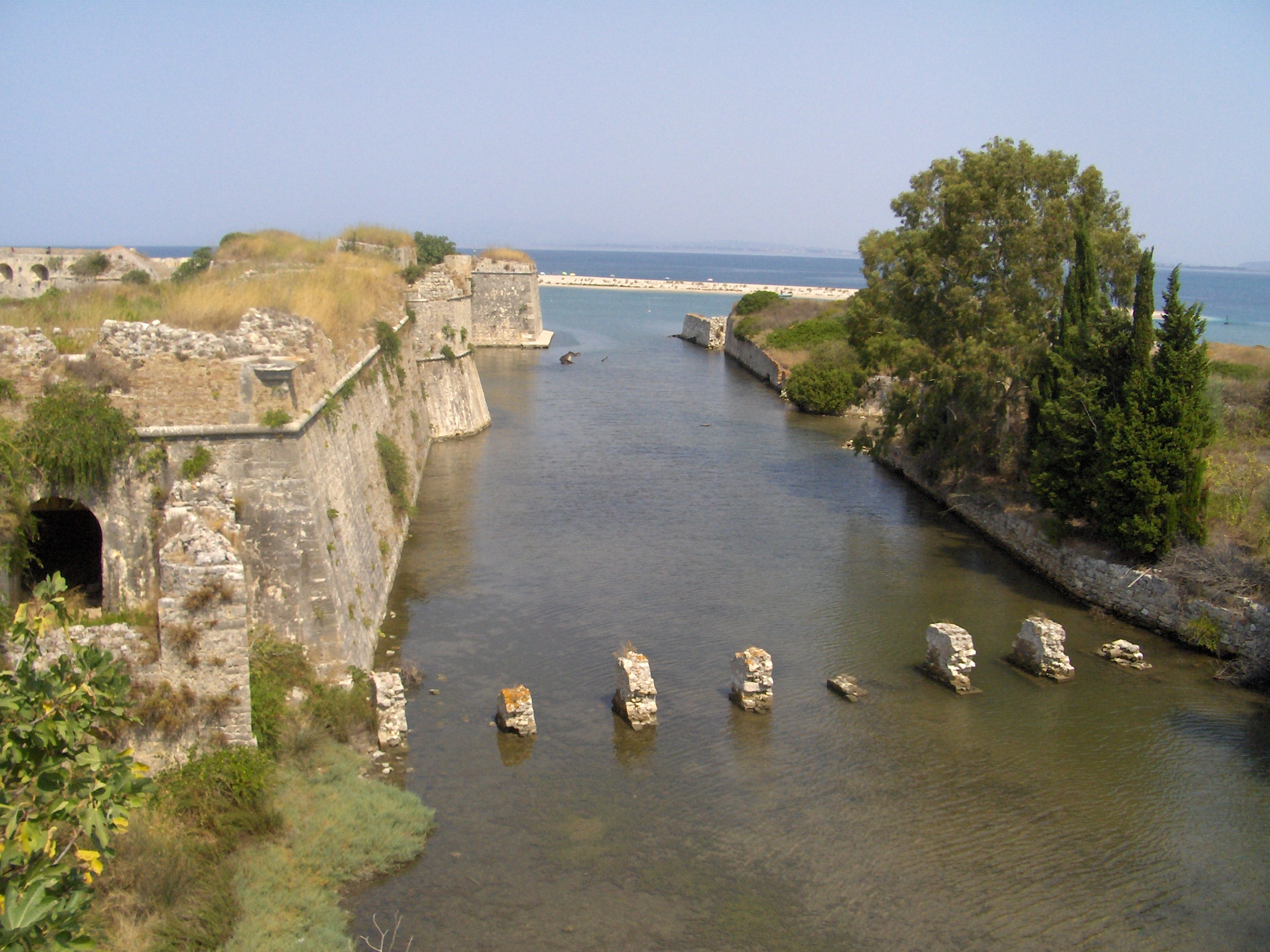
El foso oriental del castillo (mirando hacia el continente) en 2014, con visibles los pilares en ruinas del puente de acceso de madera.

Tras la caída de la República de Venecia en 1797, Léucade, al igual que las otras islas jónicas venecianas, fue ocupada por los franceses, que la mantuvieron hasta que una expedición ruso-turca al mando de Fiódor Ushakov la capturó en 1799. Alí Pachá de Yánina, que codiciaba la posesión de las Islas Jónicas, sitió Léucade en 1807, pero las fuerzas locales rusas y griegas de la República de las Islas Jónicas defendieron con éxito la fortaleza. El dominio francés fue restaurado en 1807, después de los Tratados de Tilsit, pero en 1810, los británicos capturaron la isla.
Durante el período posterior del protectorado británico, el castillo fue guarnecido por tropas británicas, que llevaron a cabo una cierta modernización de sus instalaciones. Tras la Unión de las Islas Jónicas con Grecia en 1864, el castillo fue guarnecido por el ejército griego hasta 1922, cuando los refugiados de Asia Menor se alojaron allí. La fortaleza fue finalmente abandonada y en 1938 la mayoría de los edificios con sus muros fueron demolidos.